# Boana albonigra
Boana albonigra, chiamata anche raganella bianca-nera, è una specie di rana della famiglia Hylidae endemica della Bolivia. 
I suoi habitat naturali sono foreste montane umide subtropicali o tropicali, arbusti subtropicali o tropicali di alta quota, praterie subtropicali o tropicali di alta quota e fiumi. È minacciato dalla distruzione dell’habitat.